# ادامپل، بخش ویگرو
ادامپل، بخش ویگرو (به لاتین: Adampol, Węgrów County) در لهستان است که در Gmina Korytnica واقع شده‌است.